# De ogen van de overwereld
De ogen van de overwereld  is te beschouwen als een schelmenroman in het fantasygenre van Jack Vance en is deel van zijn serie De stervende Aarde. De serie speelt als de zon aan haar einde is; zij is bruingeel van kleur, vertoont opflakkeringen en de oude Aarde wordt spaarzaam bewoond door restanten van oeroude culturen, mens/dier kruisingen en een overgebleven stel tovenaars.
Oorspronkelijke titel: “The Eyes of the Overworld”, 1966, ook gepubliceerd onder de titel "Cugel the Clever". In het Nederlands vertaald door Mark Carpentier Alting.

## Verhaal
Cugel is een man van vele talenten en is zowel soepel als volhardend. Onder kennissen wordt hij niet voor niets de Slimme genoemd. Op de jaarmarkt van de oeroude stad Azenomei raakt Cugel in contact met de koopman Fianosther, handelaar in talismans en andere magische attributen. Fianosther stelt voor om Iucounu de Lachende Magiër enige tijd aan de praat te houden zodat Cugel ondertussen in de woning van Iucounu zijn slag kan slaan. Tijdens de uitvoering van dit plan wordt Cugel echter betrapt. Iucounu stelt Cugel voor ter compensatie van zijn euveldaad een magische halve bol op te sporen en bij hem te bezorgen. Als zekerstelling drukt hij Cugel een klein doch venijnig wezen, Firx geheten, tegen het lichaam, die een positie nabij Cugels lever betrekt om daar pijnlijke steken toe te brengen voor het geval Cugels activiteit terug mocht zakken.
Iucounu roept een demon aan die Cugel, klapwiekend hoog door de lucht, naar een Noordelijke streek voert, waar zich in een afgelegen dorp dergelijke magische halve bollen zouden bevinden. Door list en bedrog weet Cugel zich het eigendom te verschaffen van zo’n halve bol, of “magische hemisfeer”, zoals de vorige eigenaar hem pleegt te noemen. Als men zo’n hemisfeer voor het oog houdt, dan verandert de wereld zoals men die waarneemt op voortreffelijke wijze: een hut lijkt een paleis en een zompige onaangename vrouw wordt een schone prinses; het is alsof men een blik werpt op de “overwereld”.
Firx, die nu gescheiden is van zijn levensgezel, moedigt bij elke weifeling Cugel aan tot spoed om terug te keren middels pijnlijke omklemming van zijn buikorganen. Daardoor wordt Cugel geen rust gegund tijdens zijn lange terugtocht. Cugel maakt van alles mee en zweert veelvuldig wraak aan Iucounu’s adres zoals in het dorpje Vull, waar hij onderdak voor de nacht hoopt te vinden. Vull is een proper stadje aan een meer, met een herberg, vrolijke meisjes en een opslagplaats voor goud en sieraden. Cugel zegt, met het oog op deze positieve punten, belangstelling te hebben voor de opengevallen positie van Wachter, in een koepel op een 150 meter hoge paal. Als hij daar eenmaal is geïnstalleerd blijkt het een positie voor het leven te zijn. Door slimheid weet hij echter langs de paal af te dalen en hij gaat er met de dochter van de dorpsoudste over het meer vandoor. Het anker van zijn bootje wekt de slapende reus Magnatz op de bodem van het meer, wat voor het dorpje niet best afloopt. Cugel weet te ontkomen, en ruilt het meisje bij onverlaten in tegen passage over een rivier.
Bij een andere gelegenheid passeert Cugel de werken van tovenaar Pharesm, die met een ploeg steenhouwers al 500 jaar bezig is het landschap zodanig te vormen dat de TOTALITEIT zich ter plaatse zal materialiseren. Cugel toont belangstelling voor het werk om zodoende een maaltijd te bemachtigen en - indien mogelijk- zich een toegang tot het nympharium te verschaffen. Cugel krijgt echter niets, maar ontdekt tussen de rotspunten een vreemdsoortig wezen, met tentakeltjes die in niets uitlopen. Om zijn honger te stillen roostert hij het wezentje en eet het op. Het blijkt echter de TOTALITEIT te zijn, waarmee hij zich de intense woede van Pharesm op de hals haalt. Opnieuw weet hij door slimheid te ontkomen.
Na deze en vele andere avonturen, waarbij Cugel telkens voordeel behaalt en die vervolgens door pech weer verspeelt, en voortdurend aangemoedigd door Firx, weet hij naar huis terug te keren. Daar is de situatie inmiddels veranderd. Hij neemt wraak op Iucounu en de zaken lopen vervolgens anders dan hij had verwacht. In het boek Cugel gewroken wordt het vervolg beschreven.